# Nabadwip
Nabadwip (bengalisch: নবদ্বীপ, Nabadbīp) ist eine Großstadt mit etwa 125.000 Einwohnern im Distrikt Nadia im indischen Bundesstaat Westbengalen.

## Lage
Nabadwip liegt am Hugli-River etwa 120 km (Fahrtstrecke) nördlich von Kolkata in einer Höhe von ca. 15 m. Das Klima ist schwülwarm; Regen (ca. 1300 mm/Jahr) fällt nahezu ausschließlich während der sommerlichen Monsunzeit.

## Bevölkerung
| Jahr      | 1991    | 2001    | 2011    |
| Einwohner | 125.037 | 115.016 | 125.543 |

Ca. 99 % der Einwohner sind Hindus und nur 0,8 % sind Muslime; der geringe Rest entfällt auf Christen, Jains und Sikhs. Der Anteil der männlichen Einwohner übersteigt den der weiblichen um ca. 10 %.

## Geschichte
Im späten 12. Jahrhundert während der Herrschaft der Sena-Dynastie wurde die Hauptstadt Bengalens von Gaur nach Nabadwip verlegt. Der Sena-König Lakshmanasena wurde in Nabadwip im Jahr 1201/1202 von den muslimischen Eroberern um Muhammad bin Bakhtiyar Khilji vernichtend geschlagen, was den Beginn der Invasion des Islam in Bengalen markiert. Bis ins 16. Jahrhundert blieb die Stadt ein wichtiges Zentrum der Kultur, Bildung und Religion und ist auch heute noch ein Pilgerziel vieler Krishna-Anhänger.

## Sehenswürdigkeiten
- Heute gibt es zahlreiche neuzeitliche Tempel in der Stadt; der bedeutendste ist der Sonar-Gouranga-Temple.
- Auf dem gegenüberliegenden Ufer des Hugli in Mayapur befindet sich der Hauptsitz der ISKCON-Bewegung.

## Feste
In Nabadwip finden über das ganze Jahr verteilt zahlreiche Feste statt – die bedeutendsten sind Rash Utsav, Dol Jatra, Rath Yatra, Jhulan und Gaura Purnima.

## Persönlichkeiten
Der Hindu-Mystiker Chaitanya (1486–1533) wurde in Nabadwip geboren.